# Écriture ronde
Pour les articles homonymes, voir ronde.

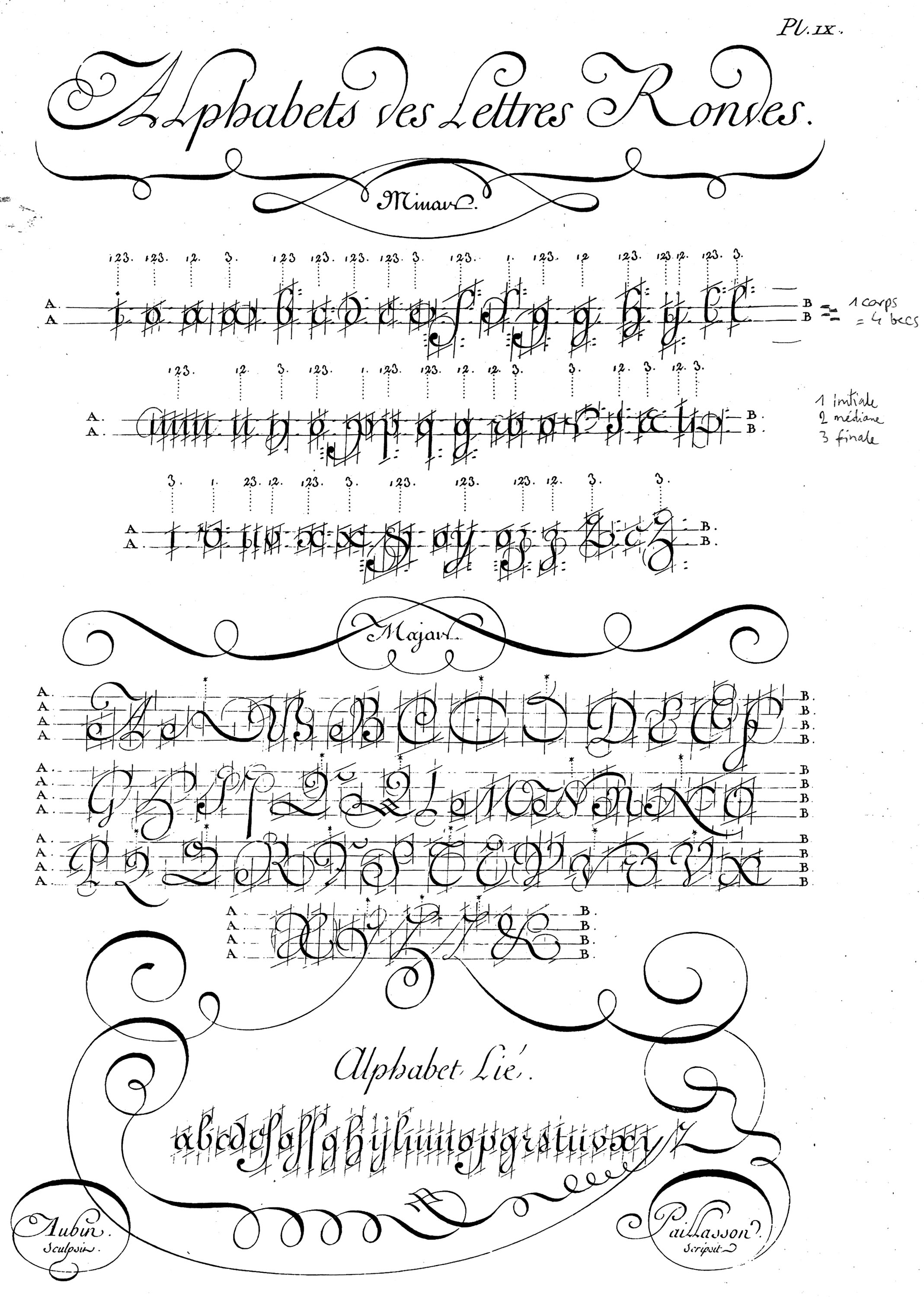
Ronde, planche de l’Encyclopédie, par le calligraphe Charles Paillasson.

Exemple d’écriture ronde scolaire.

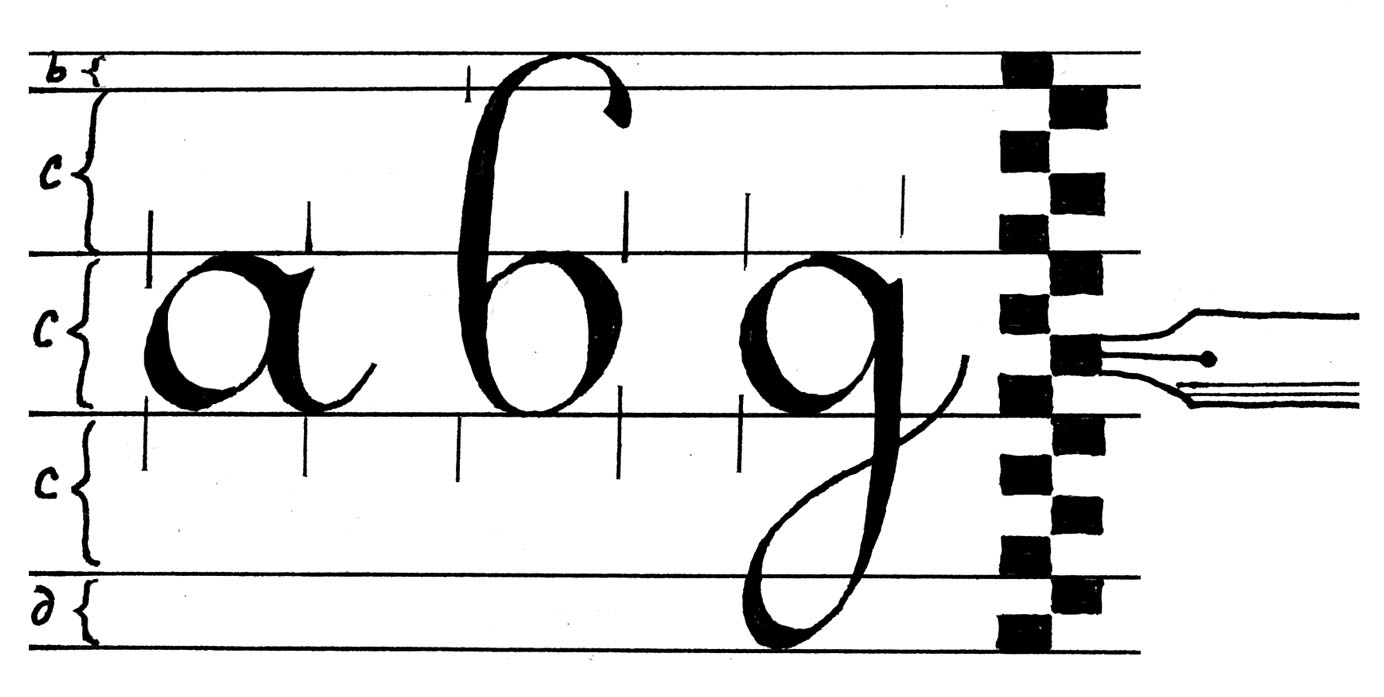
Proportions de la ronde française minuscule : b : bec de plume, c: corps, d : demi-corps.

L’écriture ronde (ou plus précisément l’écriture ronde française car il y a d’autres écritures rondes), appelée couramment ronde, est un type d’écriture manuscrite française. Comme son nom l’indique, cette écriture se caractérise par ses formes plus arrondies. Elle est utilisée jusqu’au XXe siècle dans les écritures commerciales et administratives, et comme écriture d’apprentissage avant d’être remplacée par l’anglaise.

## Histoire
Cette écriture est apparue à la fin du XVIe siècle, issue d’une évolution de la cursive gothique qui a donné en Italie la chancelière puis une variante française appelée financière. C’est une des premières écritures à avoir été influencée par une écriture typographique, la lettre de civilité de Robert Granjon, qui en grave les poinçons en 1557 d’après une cursive gothique. Des maîtres calligraphes comme Louis Barbedor vont populariser la ronde.

## Caractéristiques
La ronde, comme presque toutes les écritures de l’époque, est tracée avec une plume dont le bec est taillé en biseau. De la largeur du bec dépend l’épaisseur du plein et par suite la taille de la lettre. La largeur du bec est l’unité de mesure. Le corps de la lettre, c’est-à-dire la hauteur des lettres minuscules sans les hampes ascendantes ou descendantes, est déterminé par quatre becs de plume. La hauteur des hastes (ascendantes) est de un corps et un bec de plume (soit cinq becs de plume) et les descendantes, de un corps et demi. Certaines lettres ne suivent pas exactement ces règles.
La ronde est une écriture droite, les lettres de base s’inscrivent dans un carré. La plume est tenue avec une inclinaison de 30 degrés. Les lettres majuscules, dites majeures, ont une hauteur de trois corps. Les minuscules, ou mineures, peuvent présenter plusieurs formes selon leur emplacement dans le mot : initiale, médiane, finale.
La ronde est divisée en plusieurs catégories, en fonction de la taille et de l’usage qui en est fait. Les différences ne tiennent pas seulement aux proportions des lettres, mais aussi à l’interlignage, qui est plus important dans les petits corps.
- Grosse ronde. C’est celle qui est apprise en premier. Les interlignes sont de quatre corps. Elle est utilisée pour les titres.
- Moyenne ronde. Employée pour les sous-titres, elle est comme la grosse interlignée de quatre corps.
- Petite ronde. Interlignée à cinq corps, elle est plus difficile à maîtriser.
- Financière. Elle est tracée comme la petite, mais avec plus de rapidité. Elle est plus fine et inclinée, ce qui donnera la coulée. La forme de plus forte épaisseur est appelée « grosse de procureur ».
- Minute. Écriture rapide (minuter, aller vite, expédier). Interlignée à six corps ou plus, c’est la plus petite, elle doit demeurer régulière[1].